# Jonni Myyrä
Joonas "Jonni" Myyrä född 13 juli 1892 i Savitaipale, död 22 januari 1955 i San Francisco i USA, var en finländsk spjutkastare. Han var dubbel olympisk mästare 1920 och 1924. Han deltog också i OS i Stockholm 1912, där han tog plats nummer 8. Dessutom blev det en 12:e plats i diskuskastning vid 1920.
Han kastade vid flera tillfällen längre än Eric Lemmings världsrekord (62,32) men av olika anledningar godkände det Internationella Friidrottsförbundet, IAAF, inte hans resultat. När Myyrä 1919 kom till Stockholm och där kastade 66,10, godkändes hans resultat. 
Myyrä som var borgmästare och chef för den lokala Sparbanken i Hyrkkälä hamnade i ekonomiska problem efter affärer inom sågverksindustrin. De gjorde att han flydde från OS i Paris 1924 och emigrerade till USA. Han återvände aldrig till Finland. I USA kastade Myyrä sitt längsta kast 68,55 i 1925 vilket också godkändes som världsrekord. I USA kastade han även 44,57 i diskuskast 1926. 

## Världsrekord
- 63,29 5 juli 1914 Malmö, Sverige (ej officiellt godkänt som VR)
- 64,81 18 juli 1915 Villmanstrand (ej officiellt godkänt som VR)
- 65,55 13 juli 1919 Savitaipale (ej officiellt godkänt som VR)
- 66,10 24 augusti 1919 i Stockholm, Sverige
- 68,55 27 september 1925 Richmond, Virginia, USA

Alla godkända som finska rekord.